# 波尔·安诺生
波尔·安诺生（丹麥語：Poul Andersen，1930年1月2日—1995年12月30日），丹麦男子足球运动员，场上位置是后卫。他曾代表丹麦国奥队参加1960年夏季奥林匹克运动会足球比赛，获得一枚银牌。